# 화광의 시간
《든든한 삶》은 대한민국의 방송국 기독교방송의 라디오 채널 CBS 표준FM에서 매주 일요일 오후 1시 ~ 오후 1시 30분까지 방송하는 라디오 프로그램이다. 목사의 설교를 들려준다.
현재는 폐지되어 이 시간에는 든든한 교회 장향희 목사의 설교가 방송되는 '든든한 삶'이 방송되고 있다.

## 같이 보기
- CBS 표준FM

| CBS 표준FM                |                          |                          |
| 이전                      | 화광의 시간(일)          | 다음                     |
| 내 마음의 한 노래         | 화광의 시간(일)          | 믿음 위에 서서 (일)      |
| 오전 11시 40분 ~ 오후 1시 | 오후 1시 ~ 오후 1시 30분 | 오후 1시 35분 ~ 오후 2시 |
|                           |                          |                          |